# Śnieg

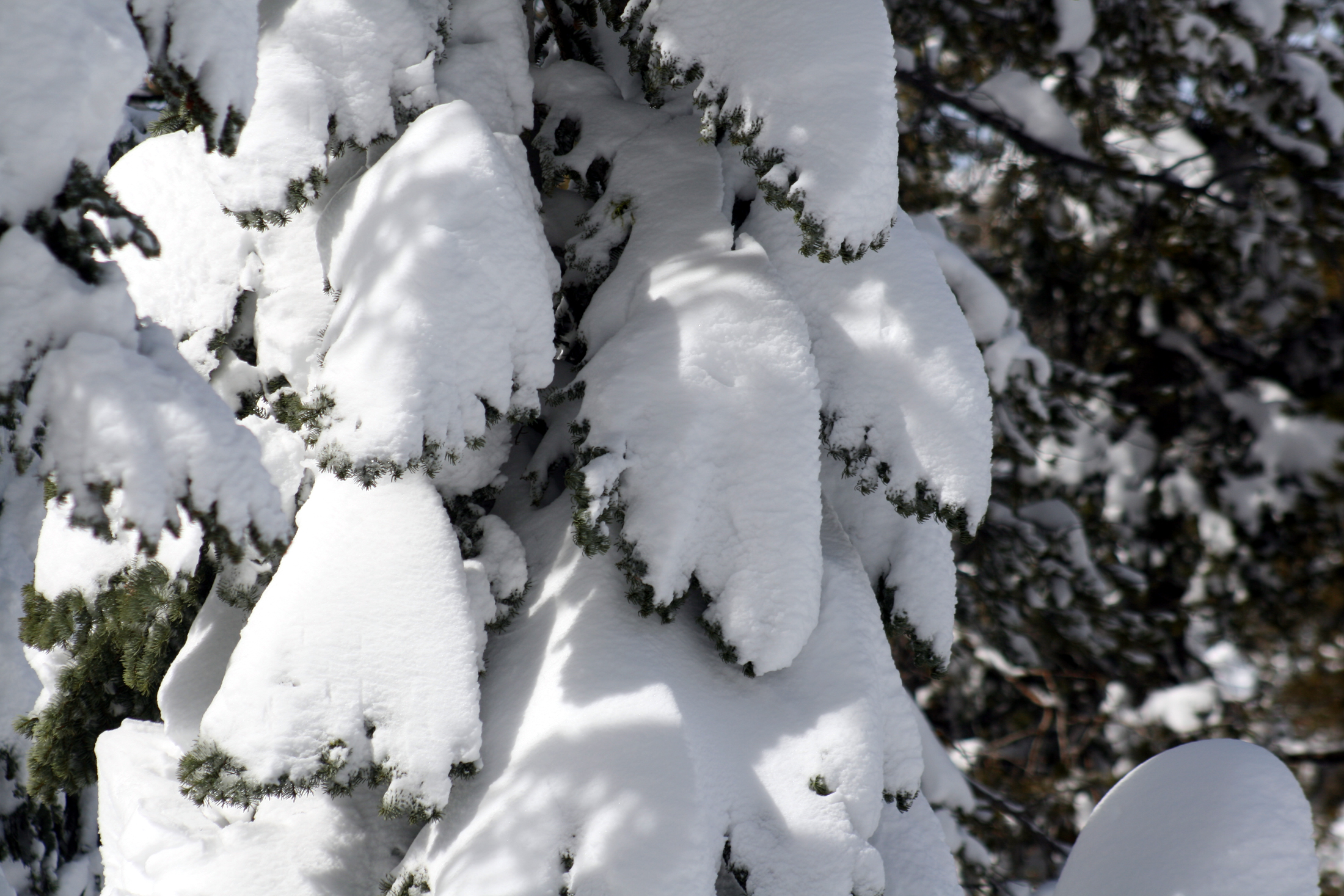
Drzewa pokryte śniegiem

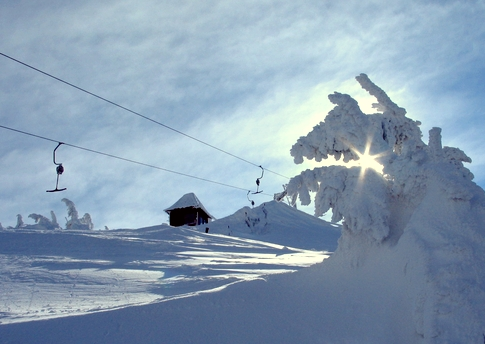
Śnieg tworzy pokrywę śnieżną

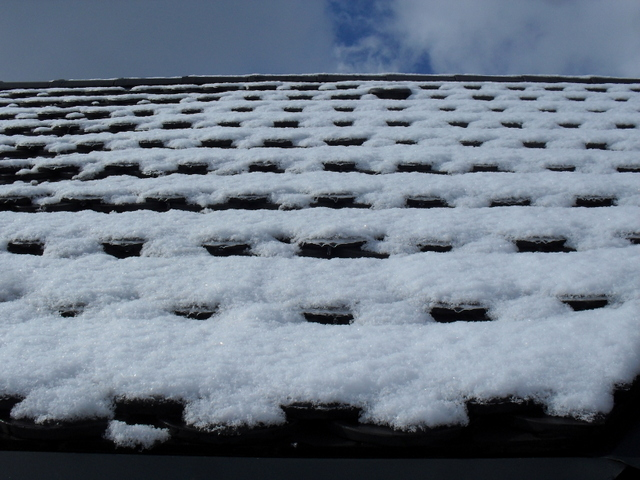
Dach pokryty śniegiem

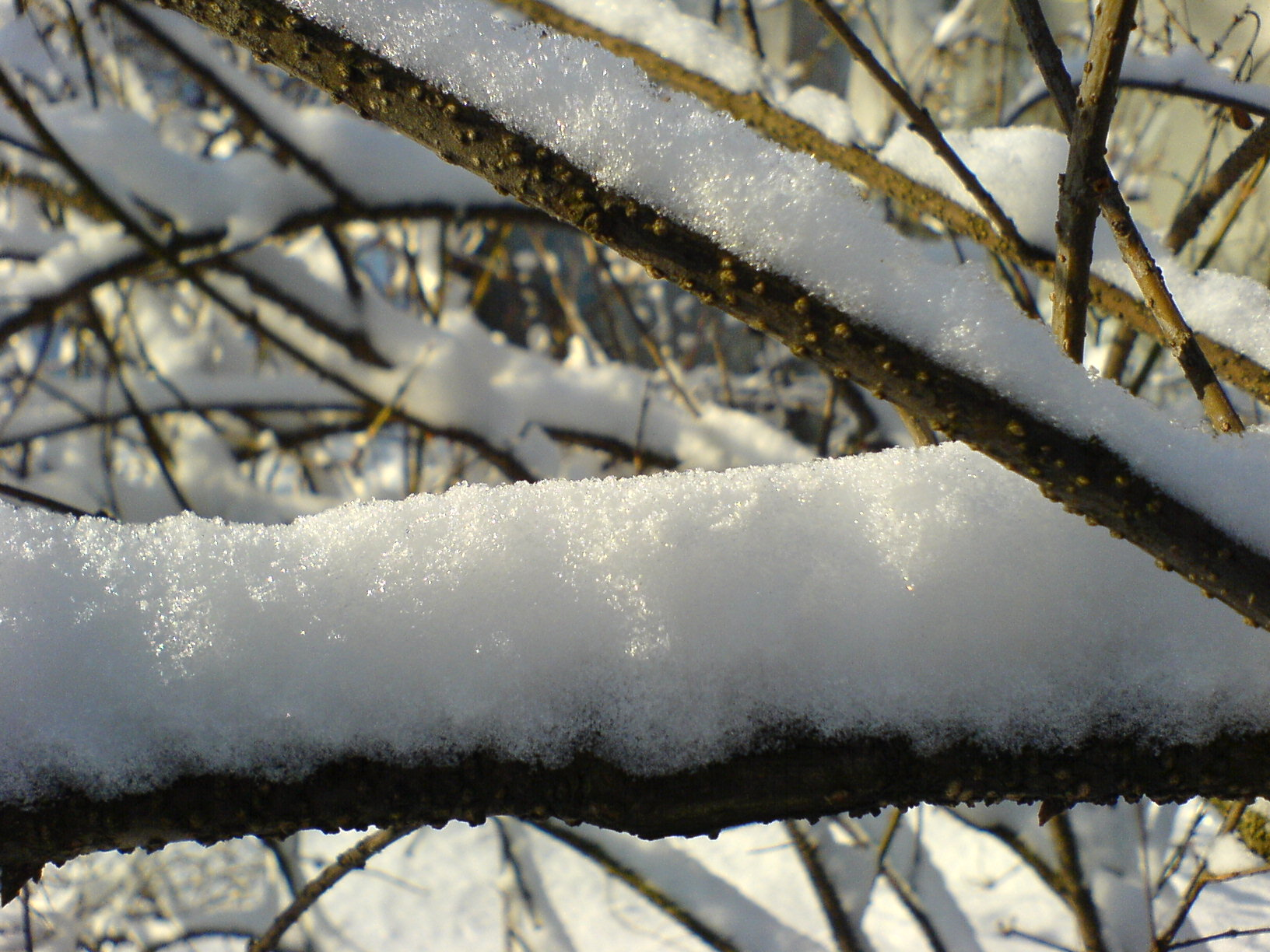
Śnieżny puch na cienkiej gałązce

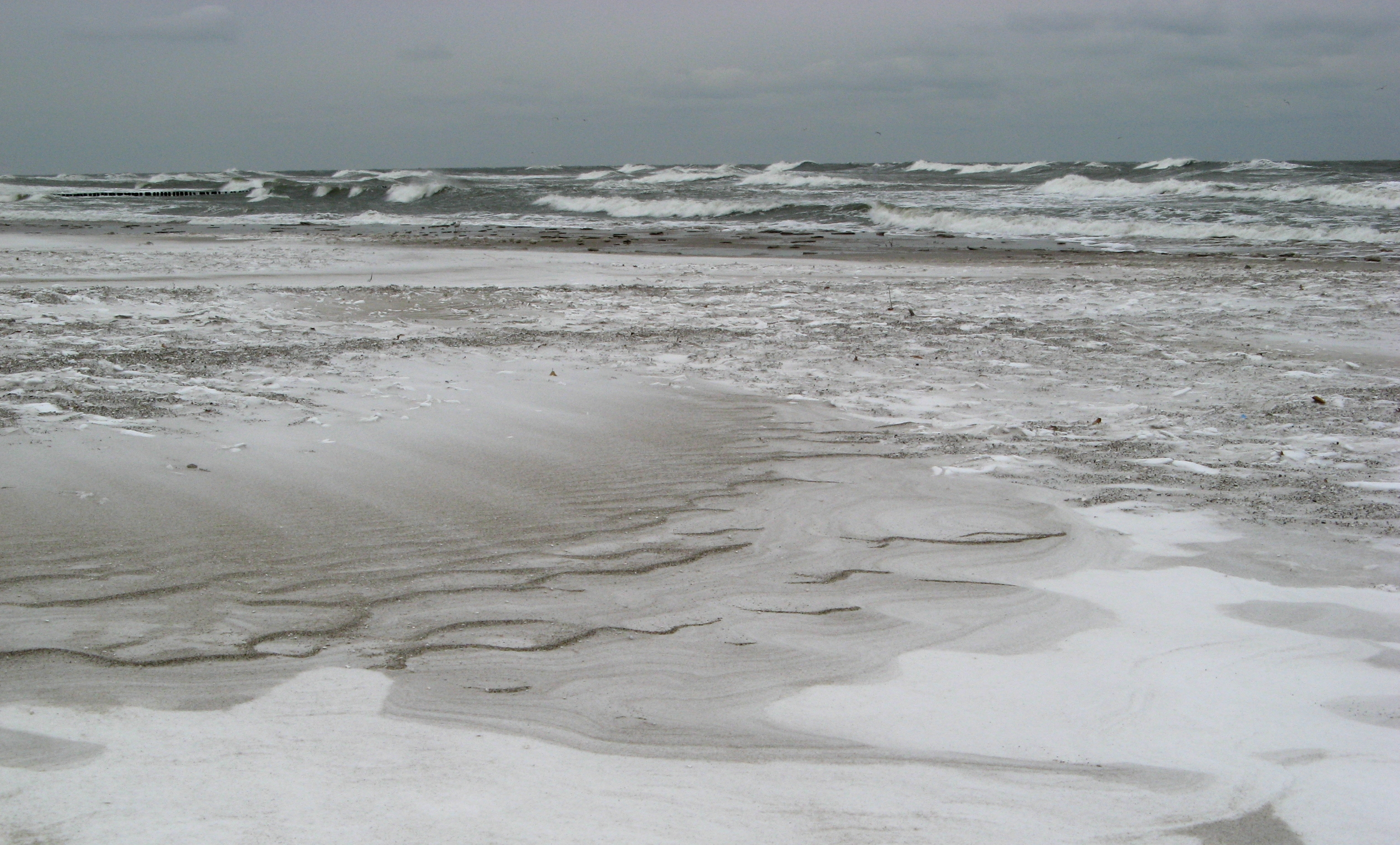
Śnieg leżący na plaży

Śnieg – opad atmosferyczny (hydrometeor) w postaci kryształków lodu o kształtach głównie sześcioramiennych gwiazdek, łączących się w płatki śniegu. Po opadnięciu na ziemię tworzy porowatą pokrywę śnieżną, także nazywaną śniegiem.
Śnieg powstaje, gdy w chmurach para wodna krystalizuje (resublimuje), tworząc kryształy lodu.

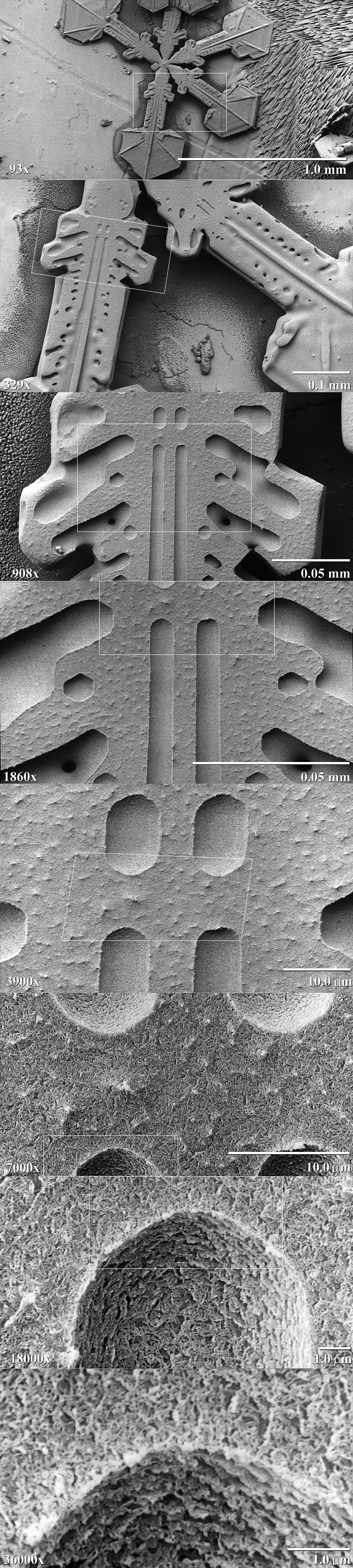
Zbliżenie wykonane mikroskopem elektronowym

Płatek śniegu to struktura kryształów śniegu, mogąca mieć do kilku centymetrów. Czasem określa się tak samo również pojedyncze kryształki.

## Proces powstawania śniegu
Większość kryształków śniegu jest płaska i ma po sześć, w przybliżeniu identycznych, ramion. W zależności od temperatury, wilgotności i ciśnienia powietrza, powstają jednak również inne formy, takie jak kolumny, igły, płytki i grudki. Struktura ich wynika z procesu powstawania, który zaczyna się od kondensacji lodu na cząstce pyłu. Początkowo powstaje sześciokątny płaski kryształ o wielkości ułamka milimetra. W temperaturach między –1 a –5 °C oraz między –10 a –20 °C warunki bardziej sprzyjają osadzaniu się lodu na krawędziach i na krysztale wyrasta sześć ramion. W temperaturach między –5 a –10 °C oraz poniżej –20 °C bardziej sprzyjają osadzaniu się lodu na powierzchniach, a wtedy kryształ rośnie w pionie i przyjmuje kształt igły. W przypadkowych miejscach igły rozpoczyna się krystalizacja nowej igły, tworzącej z wyjściową kąt 60°. Pozostałe kształty powstają, gdy w czasie wzrostu kryształu warunki zmienią się w którąś stronę.
Kryształki śniegu są prawie idealnie symetryczne, choć większość ma łatwe do zauważenia nieregularności. Na zdjęciach częściej przedstawia się te najbardziej symetryczne, ze względu na ich urodę. Przyczyna, dla których sześć niezależnie rosnących ramion kryształu przyjmuje identyczny kształt, a jednocześnie żadne dwa kryształki nie są identyczne, nie jest jeszcze w pełni zrozumiana. Badania pokazują, że proces rośnięcia jest bardzo wrażliwy na niewielkie zmiany temperatury i wilgotności. Każdy kryształek poruszając się wewnątrz chmury przechodzi przez unikalne zmiany tych czynników, dlatego kształt każdego jest inny. Jednocześnie sześć ramion kryształu podróżuje razem, więc natrafia na identyczne warunki i rośnie identycznie.
Istnieje przekonanie, że nie istnieją dwa identyczne płatki śniegu. Faktycznie w przypadku każdego makroskopowego obiektu jest niesłychanie mało prawdopodobne żeby istniały we Wszechświecie jego dwie kopie identyczne na poziomie molekularnym. W praktyce łatwość zauważania nawet niewielkich różnic w symetrycznej strukturze kryształków śniegu sprawia, że jest mało prawdopodobne znalezienie dwóch kryształków, dla których różnice nie byłyby widoczne gołym okiem.

## Rodzaje pokrywy śnieżnej z punktu widzenia turysty i narciarza
Cechy fizyczne naturalnego śniegu mogą być bardzo różne. Np. wilgotność śniegu padającego w Górach Skalistych Stanów Zjednoczonych może spadać do poziomu 3-5%, podczas gdy wilgotność śniegu w Alpach wynosi przeważnie ponad 15%. Śnieg sztuczny ma wilgotność ponad 35%.
| Rodzaj                      | Cechy fizyczne | Warunki występowania | Uwagi i informacje dla: | Uwagi i informacje dla: |
| Rodzaj                      | Cechy fizyczne | Warunki występowania | turysty | narciarza |
| --------------------------- | --- | --- | --- | --- |
| Śniegi suche                | | | | |
| Puch świeży                 | Lekki puszysty śnieg. Poniżej –8 °C kryształki lodu stają się kruche i łamią się pod ciężarem człowieka, powodując charakterystyczne skrzypienie. Puch w zachodnich stanach Stanów Zjednoczonych oraz w Nowej Zelandii jest znany z tego, że jest ekstremalnie lekki i suchy (o małej wilgotności) | Występuje w czasie lub wkrótce po opadzie śniegu przy temperaturze poniżej 0 °C (najczęściej w okolicach –10 °C) i bezwietrznej pogodzie.                                                                          | Przy grubości warstwy ponad 30 cm poruszanie się jest uciążliwe, przydatne karple. Na stromym, zmrożonym podłożu może spowodować lawiny pyłowe                                                                    | Ulubiony śnieg doświadczonych narciarzy. Śnieg nośny, utrudniający podchodzenie ze względu na głębokie zapadanie się narciarza. Przy zjeździe ślady nart zasypują się – śnieg „kurzy”. Taki śnieg ubity lub przeratrakowany jest również świetnym śniegiem do jazdy na trasach narciarskich  |
| Puch zsiadły                | | Pod wpływem własnego ciężaru, przy bezwietrznej i mroźnej pogodzie świeży puch po kilkudziesięciu godzinach przekształca się w puch zsiadły. 20-cm warstwa świeżego puchu ma następnego dnia grubość jedynie 15 cm | Łatwiejszy do wędrówek, łatwiej iść bez zapadania się po śladach poprzednika | |
| Gips przewiany              | | Śnieg zbity przez wiatr w twarde płaty, zaspy lub formy śnieżno-lodowe. Najczęściej występuje w miejscach odsłoniętych i na graniach                                                                               | Trudno utrzymać się na powierzchni, częste zapadanie, dla utrzymania równowagi przydatne kijki lub czekan | Przy wjeździe na taki śnieg szybkość narciarza zwiększa się. Narty nie zapadają się |
| Gips zbity                  | Ciężki i suchy | Większe powierzchnie twardego, mocno ubitego przez wiatr śniegu. | Mniej zapada się niż gips przewiany | Stawia znaczny opór przy ewolucjach narciarskich. Narty głęboko zapadają się, tworząc wyraźne ślady o ostrych krawędziach |
| Śnieg zmrożony płatkowy     | | Powstaje z krystalizacji mgły. Występuje w partiach szczytowych, często na podłożu puchu zsiadłego | Łatwe poruszanie się, o ile podłoże jest twarde | |
| Szreń (szreń łamliwa)       | Szreń to cienka powłoka lodowa, pod którą znajduje się puch zsiadły | Powstaje po opadzie suchego śniegu po wzroście temperatury i powtórnym jej spadku. Może powstać po zamarzającym deszczu                                                                                            | Jeśli w czasie wędrówki powstają płytkie wgłębienia – po szreni chodzi się dobrze. Jeśli natomiast skorupa łamie się – płytki lodu mogą przecinać tkaniny, niszczyć buty, a w razie upadku – ranić ręce lub twarz | Jeśli łamie się pod nartami, uniemożliwia wykonywanie płynnych manewrów. Skręty – przeważnie w wyskoku lub przez „przestępowanie” |
| Lodoszreń                   | Matowa | Powstaje po odwilży z wody ze stopionego śniegu, w temperaturze poniżej zera, silniej zlodowaciała niż szreń | Do chodzenia po lodoszreni należy używać raków i czekana, upadki grożą poważnymi urazami, a przy upadku na stoku – urazy w wyniku ześlizgu                                                                        | Nie załamuje się pod ciężarem narciarza, ale zwiększa ryzyko upadku podczas trawersów lub zjazdów. Częstym efektem jazdy po lodoszreni jest niekontrolowane zsuwanie się po stoku z coraz większą szybkością. Przy ski alpinizmie lub ski touringu przydatne jest wyposażenie nart w harszle |
| Lód                         | | Powstaje na zamarzniętych wodach lub pozostałościach stopionego śniegu. Zwykle na małych obszarach | Poruszanie się koniecznie z rakami i czekanem, należy w miarę możności obchodzić zlodowacenia. Upadki bolesne i niebezpieczne, szczególnie na stromiznach                                                         | |
| Śniegi mokre                | | | | |
| Śnieg mokry                 | Topniejące kryształki śniegu zatracają swoje kształty i zlepiają się w większe płatki | Przy temperaturach w okolicy 0 °C lub przy temperaturach dodatnich. Często w czasie odwilży i na wiosnę | Przykleja się do butów, przez co jest uciążliwy w poruszaniu się. Powoduje przemakanie butów oraz duże prawdopodobieństwo poślizgnięcia się                                                                       | Lepi się do nart, utrudniając ewolucje, wymusza skręty w podskoku lub przez „przestępowanie” |
| Śnieg ziarnisty             | Powierzchnia śniegu składa się z wyraźnie widocznych ziaren. Dobry do tworzenia śnieżek i lepienia bałwana | Często powstaje po deszczu lub odwilży przy ponownym spadku temperatury. Na ogół obejmuje dość cienką warstwę powierzchniową                                                                                       | Dobry do poruszania się, jeśli stanowi cienką warstwę, ale powoduje przemakanie butów. Może powodować pola lawiniaste lawin gruntowych                                                                            | Stwarza doskonałe warunki narciarskie |
| Zamarznięty śnieg ziarnisty | Zamarznięty śnieg ziarnisty, tworzący bardzo gęstą warstwę | Powstaje w wyniku zamarzania śniegu ziarnistego | | Bardzo szybki śnieg do jazdy, o stabilnych warunkach. Często spotykany na trasach wyścigowych |
| Firn                        | Duże, nieregularne ziarna lodu, nie połączone ze sobą, stale mokre. Może sięgać do znacznych głębokości. Pomiędzy ziarnami występują pory wypełnione powietrzem | Wiosenny śnieg o konsystencji ziarnistej. Tworzy się przy ekspozycji słonecznej w dzień i mrozie w nocy | Poruszanie się – analogicznie jak przy śniegu ziarnistym | Jeden z najlepszych śniegów dla narciarza, szczególnie, gdy trochę zmięknie po południu |
| Śnieg sztuczny              | | | | |
| Śnieg sztuczny              | Ma postać granulowaną o znacznej gęstości. Jego wytrzymałość na nacisk jest 3-5 razy większa niż śniegu naturalnego. Ma dużą wilgotność (ponad 35%) | Wytwarzany sztucznie przez armatki śnieżne lub dysze śnieżne przy temperaturach poniżej –3 °C | | |

## Rodzaje opadów śnieżnych
- śnieżyca – obfite opady śniegu;
- zawieja – śnieżyca połączona z silnym wiatrem;
- zamieć śnieżna – zawieja porywająca śnieg leżący już na ziemi, ograniczająca poważnie widoczność;
- śnieg ziarnisty – opad w postaci bardzo małych, nieprzezroczystych ziarenek lodu o średnicy poniżej 1 mm;
- krupy śnieżne – śnieg w postaci kulistych bryłek o średnicy od 1 do 15 mm;
- grad – bryłki lodu o średnicy powyżej 15 mm, często mogące zlepiać się ze sobą;
- śnieg przemysłowy – śnieg powstający na skutek działalności człowieka.

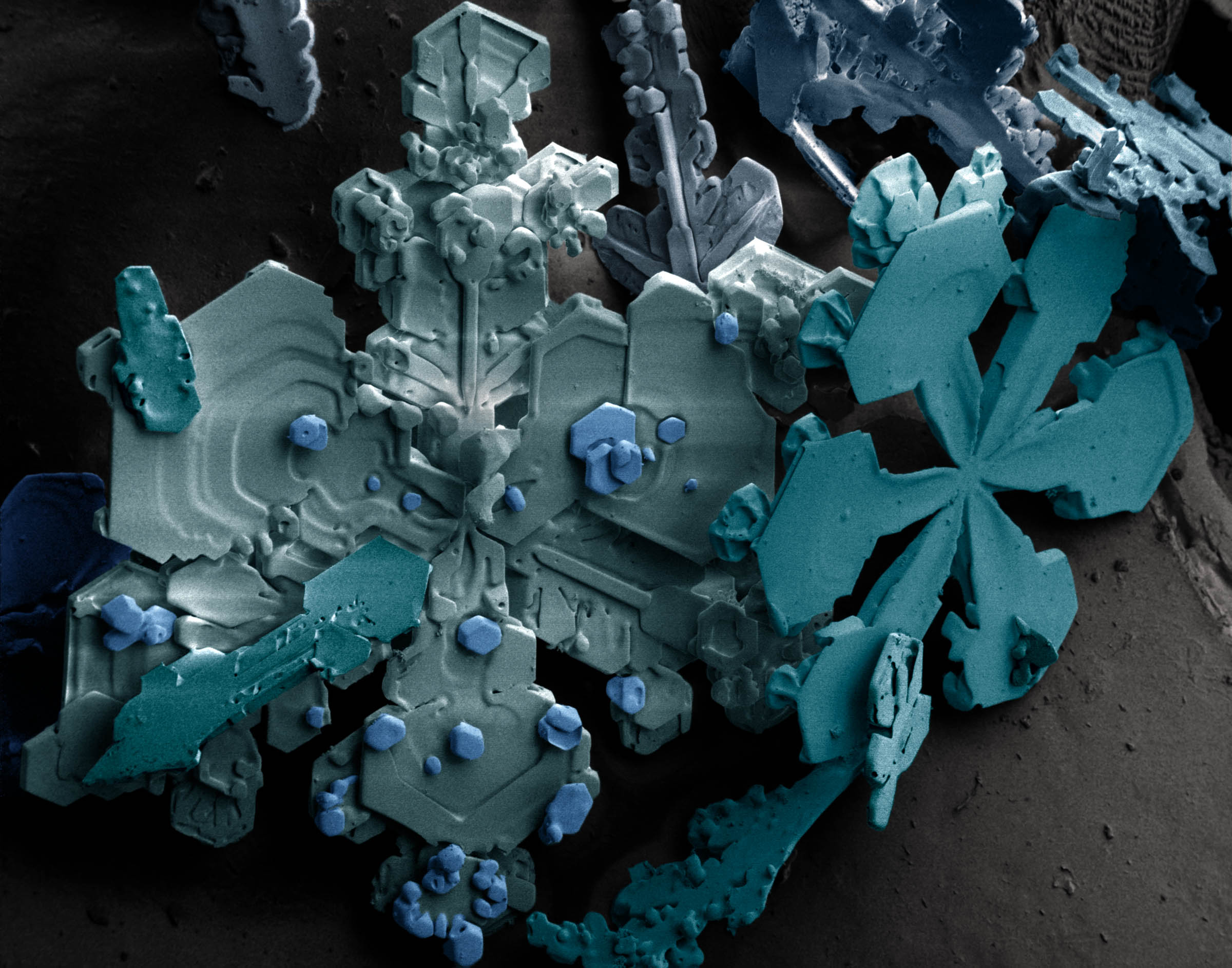
Płatek śniegu widziany pod mikroskopem elektronowym
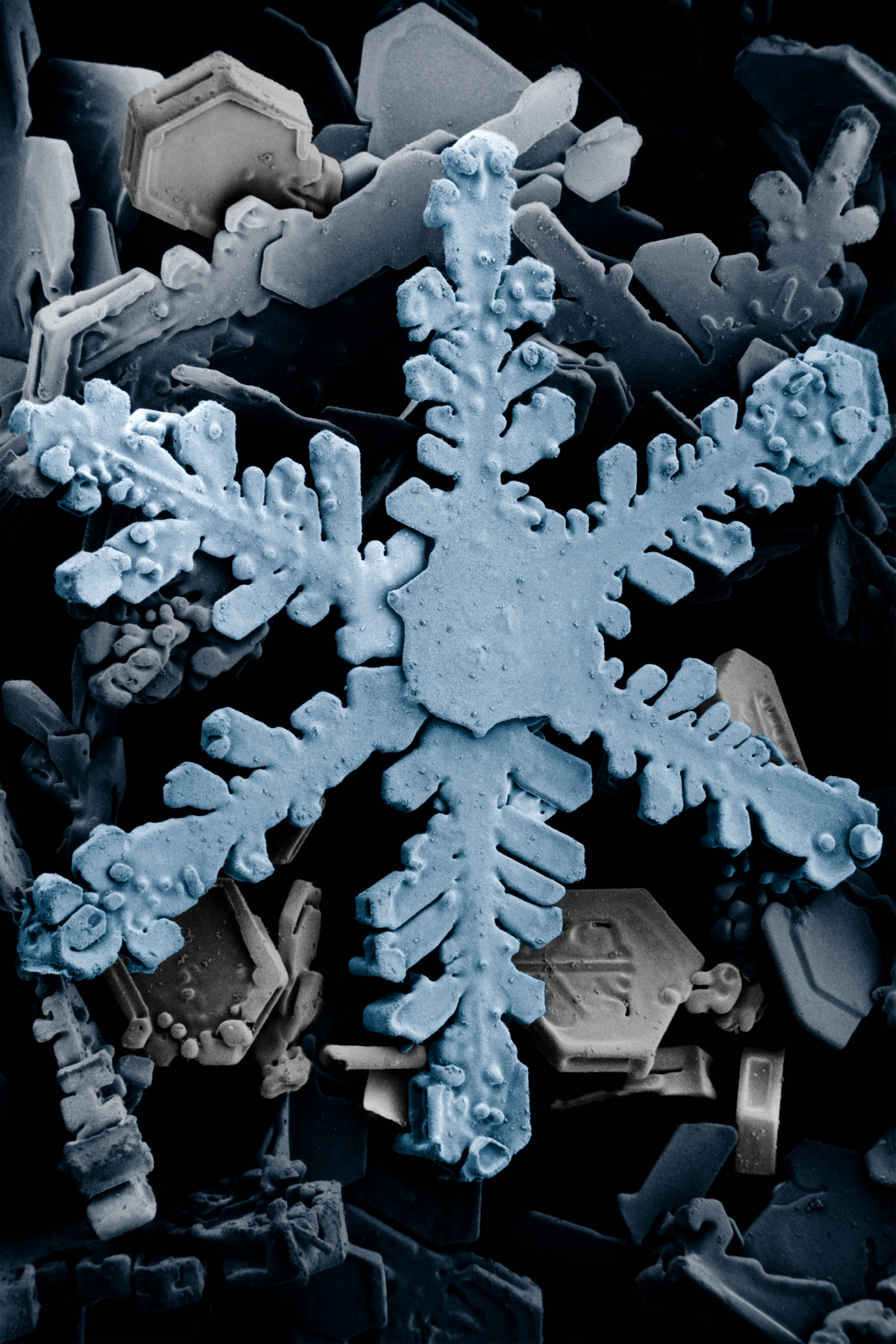
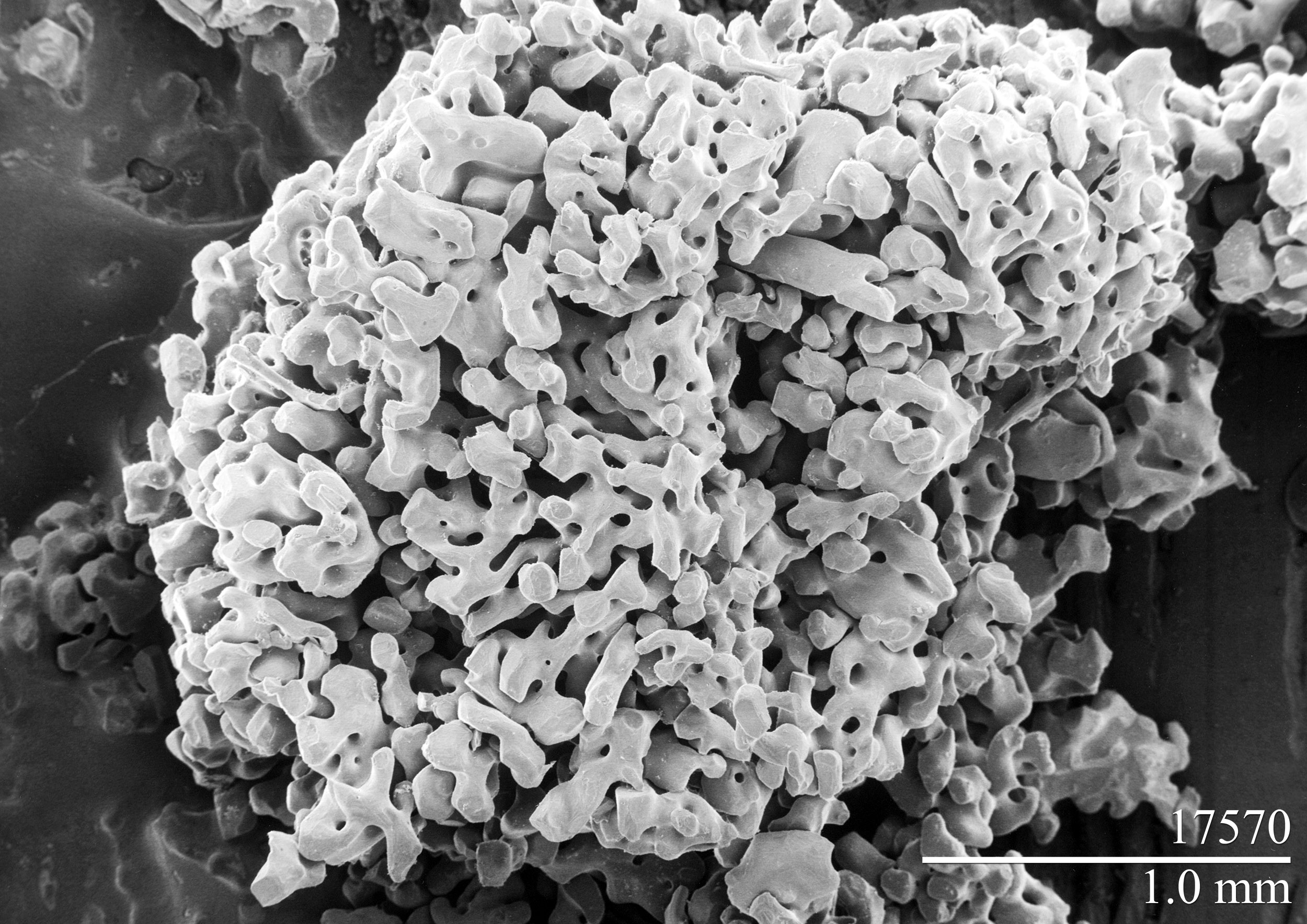
Krupa śnieżna widziana pod mikroskopem elektronowym

## Śnieg poza Ziemią
Poza Ziemią opady śniegu zostały zaobserwowane na Marsie przez sondę Phoenix. Śnieg padał z chmur przepływających 4 kilometry ponad lądownikiem i sublimował, zanim dotarł do powierzchni. Opad ten miał zatem charakter virgi.

## Symbole związane ze śniegiem
W standardzie Unikodu zakodowanych jest kilka symboli związanych ze śniegiem. Są to:
| Znak | Kod    | Nazwa unikodowa            | Nazwa spolszczona |
| ---- | ------ | -------------------------- | ----------------- |
| ❄    | U+2744 | snowflake                  | płatek śniegu     |
| ❅    | U+2745 | tight trifoliate snowflake |                   |
| ❆    | U+2746 | heavy chevron snowflake    |                   |